# Fernand Linssen
Fernand Linssen, född 14 oktober 1928, död 19 juni 2011, var en friidrottare från Belgien. Han deltog vid olympiska sommarspelen 1948 och olympiska sommarspelen 1952.